# Finsterbrunnertal

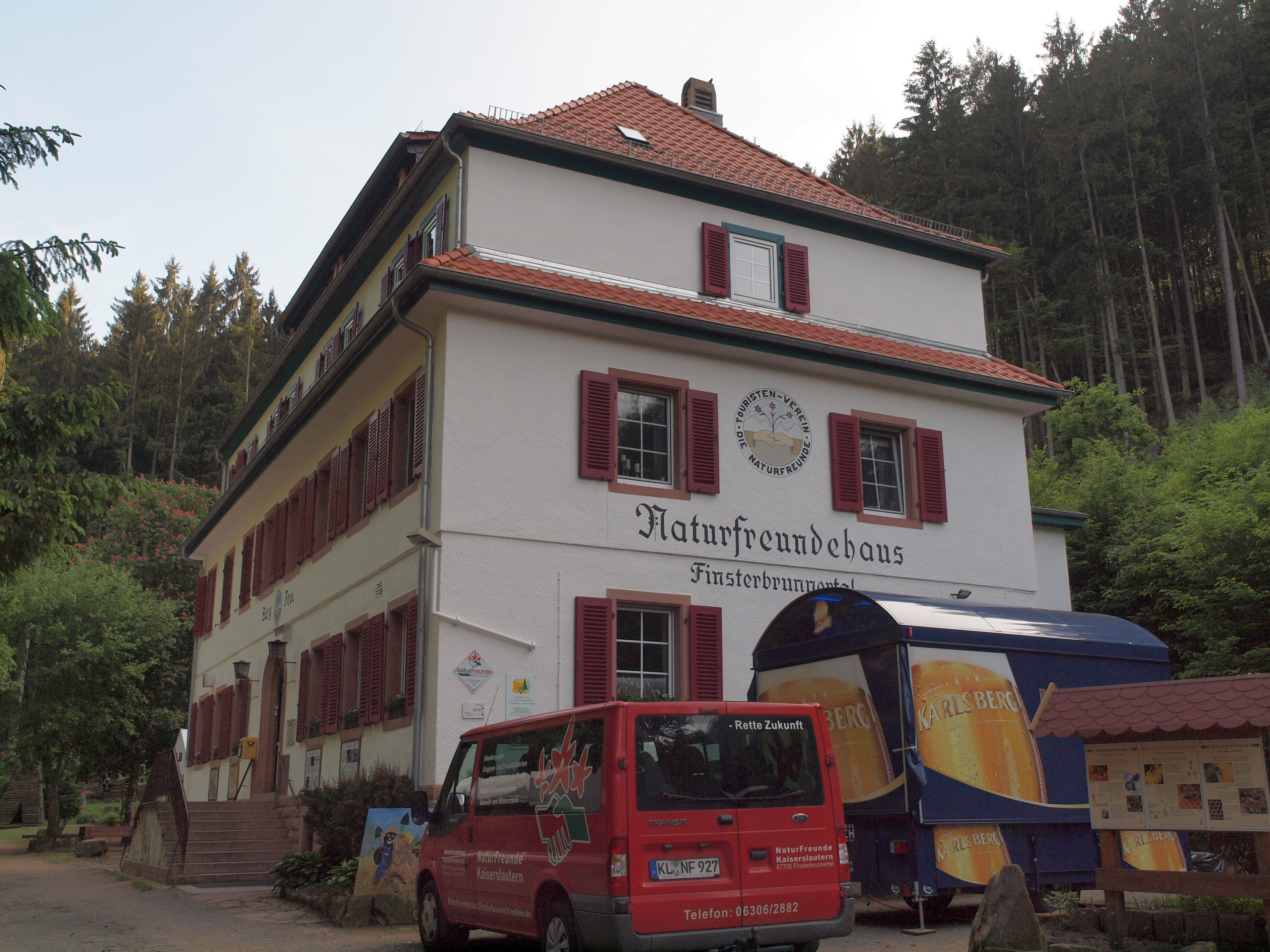
Casa de Amigos de la Naturaleza Finsterbrunnertal

El Finsterbrunnertal es un valle en el Bosque del Palatinado, ubicado al sur de Kaiserslautern, Renania-Palatinado (Alemania Occidental). El nombre significa "Vallé de la Fuente Oscura", llamado así por una fuente cercana en el bosque, el Finsterbrunnen. 

## Descripción
El valle se encuentra entre dos inclinaciones empinados, cubiertas con rocas. Varios senderos de excursionistas se juntan allí. 
Hay un parque infantil y un llamado "Naturfreundehaus", lo que significa "Casa de los Amigos de la Naturaleza". Un Naturfreundehaus es una combinación entre fonda y albergue, gestionado por voluntarios.
- Datos: Q5862194